# 高橋乃綾
高橋 乃綾（たかはし のあ、1996年12月15日 - ）は、岩手県胆沢町（現：奥州市）出身の女性ソフトテニス選手。

## 来歴
札幌龍谷学園高等学校-どんぐり北広島。2018アジア競技大会（パレンバン）シングルスで男女を通じ日本人として同種目初の金メダルを獲得。

## 主な戦績

### 四大国際大会戦績
- 2018アジア競技大会  -シングルス金メダル 国別対抗団体戦金メダル
- 2019世界ソフトテニス選手権 - ダブルス金メダル（高橋乃綾・半谷美咲）、国別対抗団体戦金メダル
- 2023アジア競技大会 - ミックスダブルス金メダル（高橋乃綾・上松俊貴）、国別対抗団体戦金メダル　シングルス銀メダル